# Luis Emiro Mosquera
Luis Emiro Mosquera Palacios alias "El negro Mosquera" o "Geiler Mosquera" (Tadó, Chocó 8 de diciembre de 1964 - 20 de noviembre de 2010) fue un guerrillero colombiano, miembro de la guerrilla de las Fuerzas Armadas Revolucionarias de Colombia - Ejército del Pueblo (FARC-EP)

## Biografía
Nació en Tadó departamento del Chocó el 8 de diciembre de 1964. Mosquera fue concejal de la población de Puerto Asís (Putumayo). Además de participar en las negociaciones entre los cocaleros del Putumayo y el gobierno nacional en 1996.
Ingresó a la FARC-EP en 1994 y fue ideólogo del frente 48 de las FARC-EP,bajo el mando del entonces comandante Raúl Reyes, que murió el 1 de marzo de 2008 en Ecuador durante la Operación Fénix. Según inteligencia del Ejército Nacional en el 2004, Mosquera fue el encargado de entregar a unos ingenieros secuestrados por las FARC-EP en la localidad de Teteyé, área donde el Ejército mantiene una base para proteger oleoductos.  Mosquera fue jefe de la Compañía "Miller Chacón" de las FARC-EP.

### Secuestro de miembros de la fuerza pública colombiana
Mosquera estuvo encargado del comando guerrillero que entregó a los soldado William Giovanny Domínguez y a los policías Walter José Lozano Guarnizo, Alexis Torres Zapata y Juan Fernando Galicia Uribe.
La cadena de noticias TeleSur, con información corroborada por el periodista Jorge Enrique Botero, informó que se presentaron combates entre el Ejército Nacional y guerrilleros de las FARC-EP que debían entregarle los secuestrados a la comisión. Según informó el canal, el Ejército Nacional habría seguido a los helicópteros donde se desplazaba la comisión. Uno de los jefes de las FARC-EP, con el alias de "Jairo Martínez", comandante guerrillero encargado de entregar los secuestrados a la operación humanitaria en tierra dijo que un guerrillero de alias "Saúl" había muerto en los combates y que uno de los guardias de los prisioneros está desaparecido o retenido por el Ejército Nacional. Botero aseguró tener un vídeo de los hostigamientos realizados por aeronaves. El Comisionado de Paz colombiano Luis Carlos Restrepo desmintió que se hubiera dado tal combate, alegando que los miembros del CICR no les había comunicado nada acerca de dichos hostigamientos.

## Muerte
Según el comandante de las Policía Nacional de Colombia, Oscar Naranjo, Mosquera murió en una operación de la Fuerza de Tarea Conjunta Omega con miembros de la Policía Nacional y el Ejército Nacional de Colombia el 20 de noviembre de 2010. La información fue confirmada dos después de la operación tras la identificación de los cuerpos encontrados tras el bombardeo.